# Dunstan
Dunstan – imię męskie pochodzenia staroangielskiego, oznaczające "ciemny kamień", złożone z członów dun — "ciemny" i stan — "kamień". Patronem tego imienia jest święty Dunstan, arcybiskup Canterbury (X wiek).
Dunstan imieniny obchodzi 19 maja.